# Modesto Roma
Modesto Roma (São Vicente, 15 de julho de 1907 – Santos, 6 de março de 1986) foi um empresário brasileiro do ramo de navegação, membro da direção do Santos Futebol Clube durante a Era Pelé, e presidente do clube no período de 1975 a 1978. 
É pai do Modesto Roma Júnior, que também foi presidente do Santos entre 2015 e 2017. Seu outro filho, Carlos Henrique Roma, foi o criador do hino Sou Alvinegro da Vila Belmiro, hino oficial do Santos Futebol Clube.

## Biografia
Foi admitido como sócio do Peixe no dia 3 de março de 1925.
Exerceu inúmeros cargos na diretoria e foi Presidente do Conselho Deliberativo de 1971 a 1976. Como presidente esteve à frente da diretoria executiva nos anos de 1975 a 1978. Em 1978, após deixar a presidência, Modesto afastou-se da política do clube.
Tem hoje nas sociais do clube uma herma ao lado das hermas de Athié Jorge Coury e Urbano Caldeira, e é também um dos patronos do Santos Futebol Clube, ao lado de Urbano Caldeira e Edson Arantes do Nascimento – Pelé.